# Labská Stráň
Labská Stráň (německy Elbleiten) je obec v okrese Děčín v Ústeckém kraji. Žije v ní 223 obyvatel. Ve středu obce byla zbudována požární nádrž, sloužící v létě i ke koupaní. Obec byla založena pravděpodobně počátkem novověku, jak dokládají archeologické nálezy v okolních lokalitách. První zmínka o vesnici Hinteres Neudorf je z roku 1467.

## Historie
První písemná zmínka o vesnici pochází z roku 1614.

## Obyvatelstvo
Při sčítání lidu v roce 1921 ve vsi žilo 484 obyvatel (z toho 234 mužů), z nichž bylo 234 Čechoslováků a 250 Němců. Kromě tří evangelíků a jednoho člověka bez vyznání byli římskými katolíky. Podle sčítání lidu z roku 1930 měla vesnice 459 obyvatel: 456 Němců a tři cizince. Většina se hlásila k římskokatolické církvi, ale jeden člověk byl evangelík a 89 bylo bez vyznání.
|           | 1869 | 1880 | 1890 | 1900 | 1910 | 1921 | 1930 | 1950 | 1961 | 1970 | 1980 | 1991 | 2001 | 2011 |
| --------- | ---- | ---- | ---- | ---- | ---- | ---- | ---- | ---- | ---- | ---- | ---- | ---- | ---- | ---- |
| Obyvatelé | 572  | 573  | 592  | 573  | 563  | 484  | 459  | 257  | 272  | 252  | 195  | 158  | 191  | 203  |
| Domy      | 92   | 98   | 105  | 108  | 111  | 108  | 109  | 102  | 67   | 61   | 56   | 47   | 65   | 72   |

## Občanská vybavenost
- V obci funguje knihovna, jeden obchod se smíšeným zbožím, jedno pohostinství a sbor dobrovolných hasičů.[8]

## Pamětihodnosti

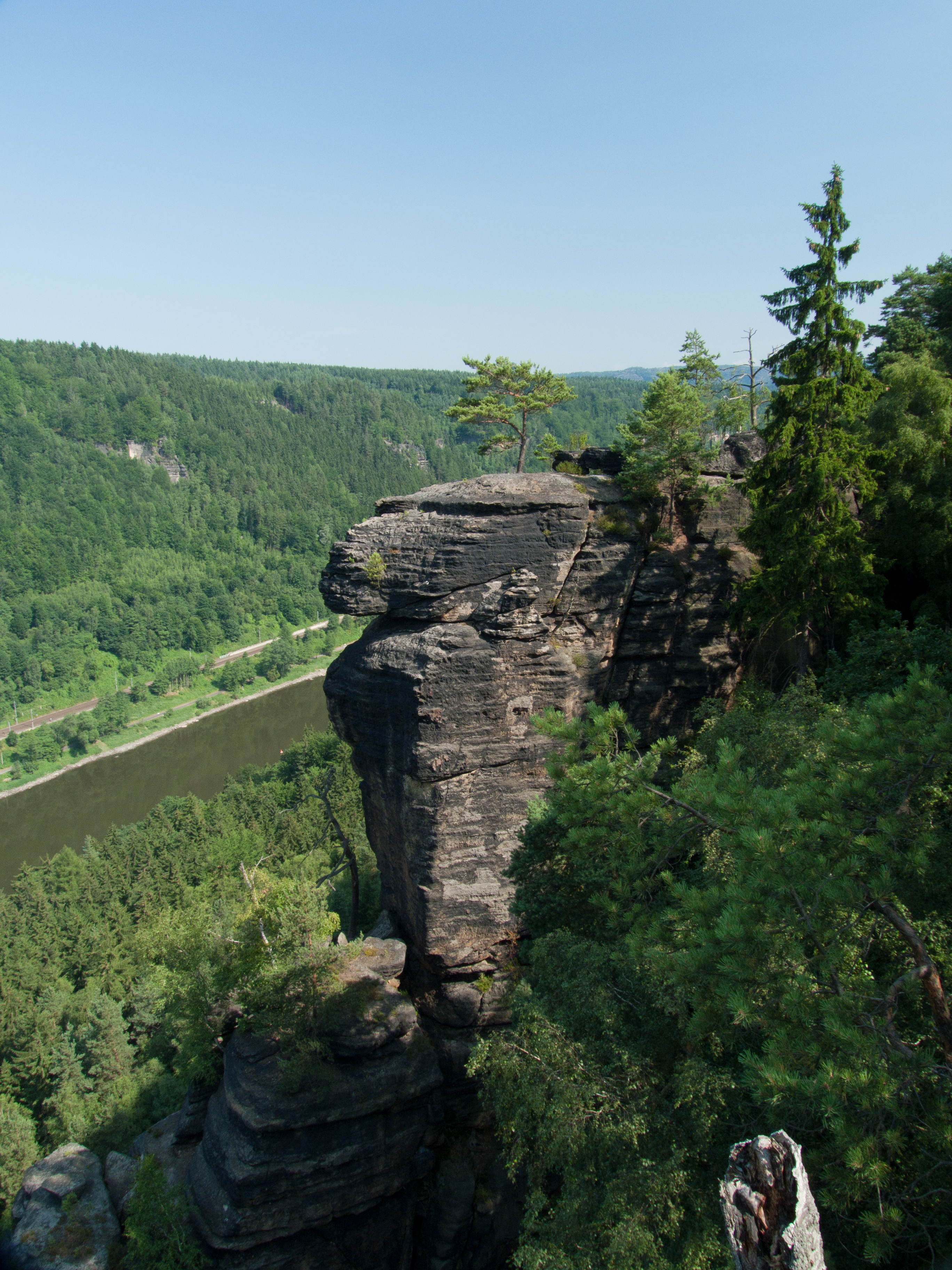
Pohled z vyhlídky Belvedér

- Necelý kilometr od středu obce je položena pískovcová vyhlídková terasa Belvedér s výhledem na kaňon Labe, v jejíž blízkosti stojí hotel jménem Belveder. Srázy, spadající k řece, jsou od roku 2010 chráněny coby národní přírodní rezervace Kaňon Labe.
- Poblíž obce býval pískovcový lom, v němž se těžil pískovec a přímo na místě se z něj opracovávaly mlýnské kameny.
- Venkovská usedlost čp. 1